# Otto Paetsch

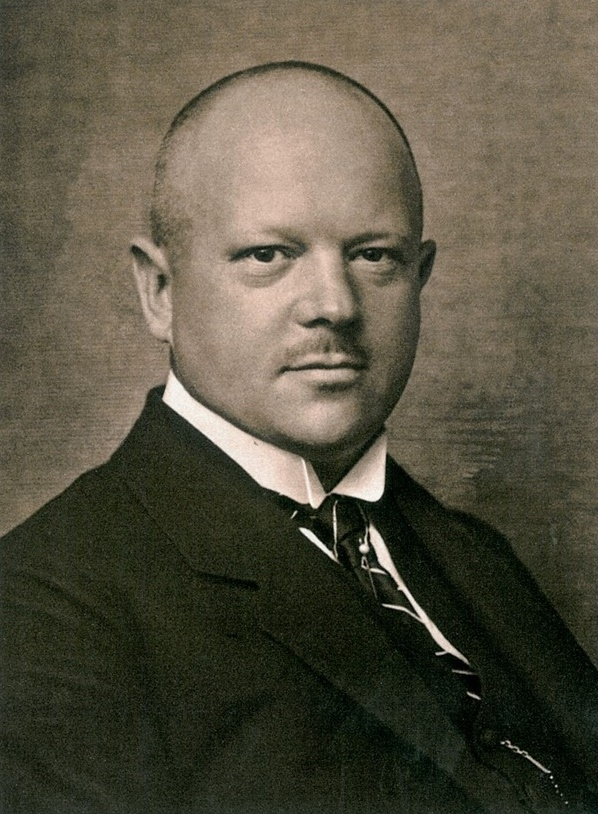
Otto Paetsch

Otto Paetsch (* 7. August 1878 in Königsberg i. Pr.; † 14. September 1927 in Kreckelmoos bei Reutte) war ein deutscher Buchhändler und Verleger in Königsberg.

## Leben
Als Sohn eines Apothekers aus Rastenburg machte Paetsch von 1896 bis 1899 eine Lehre bei der Buchhandlung Gräfe und Unzer in Königsberg. Nach seinem Dienst als Einjährig-Freiwilliger wurde er 1901 Teilhaber von Gräfe und Unzer. Er ersetzte den Ladentisch der Buchhandlung durch frei zugängliche Fachabteilungen „zur Auswahl und Betrachtung“. Die mehr als 200.000 Bücher wurden übersichtlich in Regalen und frontal auf Bücherbrettern und Auslagen an den Wänden präsentiert. Es gab Lesetische mit bequemen Lehnstühlen. Nach dem Ankauf des benachbarten Eckgrundstücks begann 1915 der Neubau am Paradeplatz. Rechtzeitig zum 200-jährigen Firmenjubiläum wurden die Verkaufsräume eingeweiht. „Ein solch durchdachter und umfassender Geschäftsplan ist im damaligen Deutschen Reich nie wieder verwirklicht worden.“
1910 gründete er den Verein Königsberger Buchhändler, dem er bis zu seinem Tod vorstand. 1925 wurde er Konsul Österreichs. Nach dem 25-jährigen Dienstjubiläum wurde er 1926 Alleininhaber. Paetsch war der Aufstieg von „Grunzer“ zu einer der größten Sortimentsbuchhandlungen Europas zu verdanken.
Bei der Königsberger Kant-Feier (1924) sprach Paetsch in der Albertus-Universität für den Börsenverein des Deutschen Buchhandels. In seinem Auftrag schenkte er der Universitätsbibliothek Königsberg Bücher im Wert von 70.000 Reichsmark.
1922 richtete er ein Reisestipendium für bewährte Mitarbeiter ein. Zu seinem 25-jährigen Betriebsjubiläum stiftete er für die Angestellten ein Ferienheim in Rauschen. Keine zwei Wochen nach der Silberhochzeit starb er mit 49 Jahren an einem Schlaganfall in Tirol.